# Henri Poincaré
Jules Henri Poincaré (IPA: [pwɛ̃kaʀe]) (født 29. april 1854 i Nancy, død 17. juli 1912 i Paris), var en af Frankrigs største matematikere og fysikere og tillige en videnskabsfilosof. Poincaré beskrives ofte som havende evner i samtlige matematiske discipliner, der eksisterede i hans levetid.
Som matematiker og fysiker bidrog han med grundlæggende resultater i ren og anvendt matematik, matematisk fysik og himmelmekanik. Han formulerede Poincaréformodningen – ét af de mest berømte problemer i matematikken, der først løstes i 2006. I forbindelse med hans forskning af trelegemeproblemet blev Poincaré den første, der opdagede et kaotisk deterministisk system, hvilket blev grundlaget for moderne kaosteori. Han betragtes desuden som en af grundlæggerne af det matematiske område topologi.
Poincaré introducerede det moderne relativitetsprincip, og var den første, der fremlagde Lorentztransformationen i dens moderne symmetriske form. Poincaré opdagede de resterende relativistiske hastighedstransformationer og noterede dem i et brev til Lorentz i 1905. Han opnåede derved perfekt invarians af alle Maxwells ligninger; det sidste skridt i formuleringen af speciel relativitetsteori.
Poincarégruppen, der bruges i fysik og matematik, er opkaldt efter ham.